# Taffetà

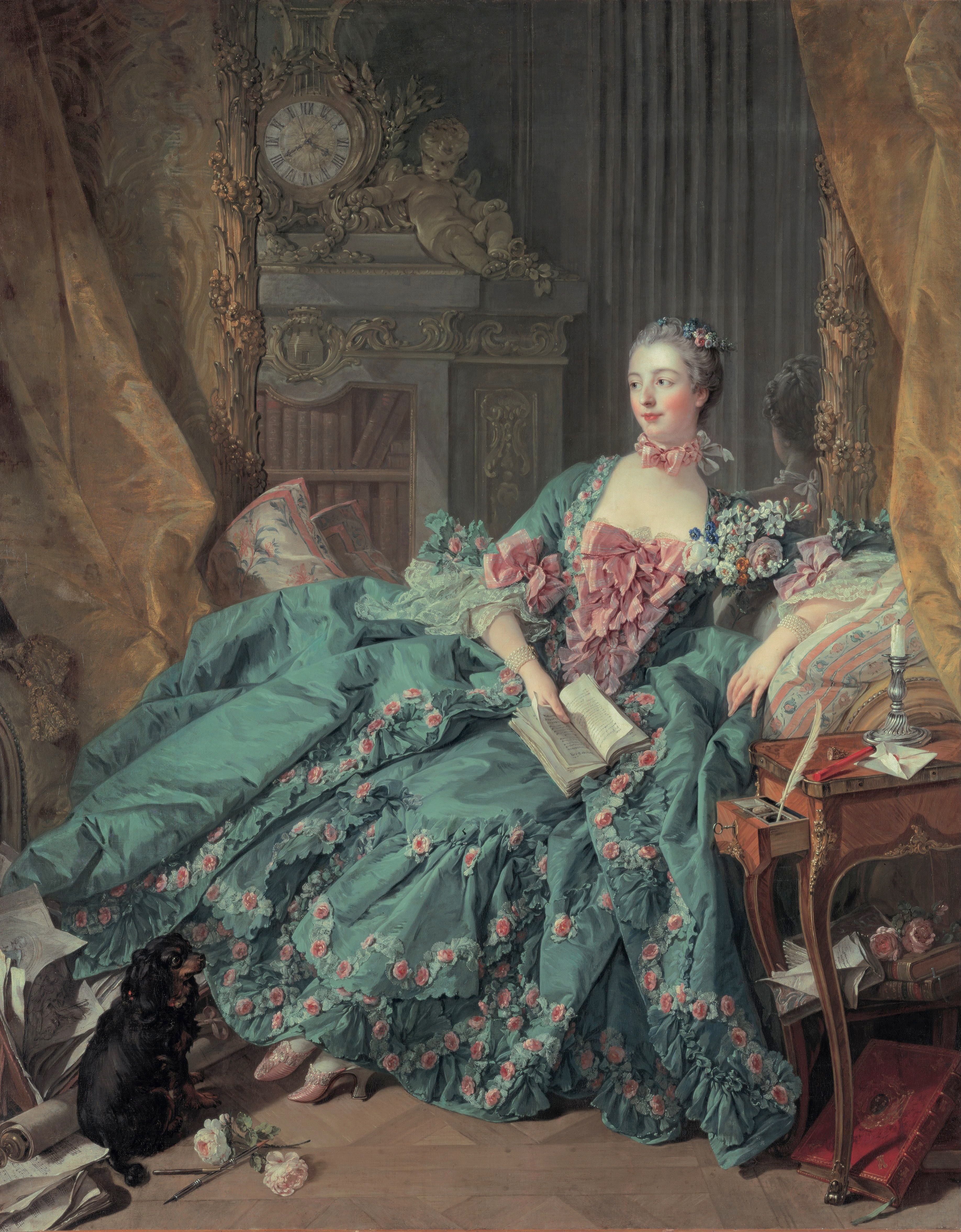
il ritratto di Madame de Pompadour eseguito nel 1756 dal grande pittore François Boucher col prezioso abito in taffetà.

Il taffetà o taffettà (anticamente: tafettà, taffettano, taffetano, tafettano) è un tessuto pregiato, tradizionalmente di seta.

## Etimologia
Viene dal francese taffetas, a sua volta dal persiano تافته‎ "tâftah", participio passato del verbo تافتن‎ "tâftan" (torcere, intrecciare, tessere). Talvolta il termine taffetà viene usato erroneamente al posto di tela.

## Descrizione
Uno dei più bei tessuti in seta, con armatura a tela, caratterizzato da una densità di ordito superiore a quella di trama. Ha struttura serrata e quasi rigida, di aspetto lucido e luminoso, mano frusciante a ogni minimo movimento, leggerissimo e brillante. 
I riflessi iride nel taffetà cangiante sono ottenuti usando per la trama e l'ordito filati in colori diversi. 
Esiste anche in fibre artificiali e sintetiche.

## Impiego
Molto utilizzato sia nell'arredamento che nell'abbigliamento fin da epoche lontane, divenne il tessuto più in voga nel XVIII secolo, impiegato per confezionare raffinati fruscianti abiti sia maschili che femminili, secondo il gusto rococò del tempo.
Oggi si usa soprattutto nella moda femminile (abiti eleganti e sciarpe) e nell'arredamento (tendaggi).
Impregnato di sostanze glutinose o vescicatorie, è adoperato come cerotto adesivo.